# Club Football Estrela da Amadora
Il Club Football Estrela da Amadora SAD (portoghese per "Club calcistico Stella di Amadora"), noto come Estrela, è una società calcistica portoghese con sede nella città di Amadora, a nord-ovest di Lisbona.
Il club è stato costituito nel 2020 in seguito alla fusione del Club Sintra Football con il Clube Desportivo Estrela. Quest'ultimo era stato fondato nel 2011, sulle ceneri del Clube de Futebol Estrela da Amadora, fallito a causa di problemi finanziari e successiva bancarotta. Il Club Football Estrela da Amadora prese il posto del Club Sintra Football nel Campeonato de Portugal, terzo livello della piramide calcistica portoghese.

## Storia
In seguito allo scioglimento dello storico club Estrela Amadora nel 2011, un gruppo di supporter fondò il Clube Desportivo Estrela, mantenendo il settore giovanile e gli altri sport del club originale.
Nel 2018 il CD Estrela iscrisse una squadra senior nel campionato regionale di Lisbona. Nel 2020, invece, il 92% dei membri del club votarono a favore della fusione con il CF Sintra, prendendone il posto nel Campeonato de Portugal. Venne creata la Sociedade Anónima Desportiva e fu fondato il Club Football Estrela da Amadora SAD, il cui presidente era André Geraldes. Fu riscattato lo stemma originale del vecchio club e la prima stagione si concluse con la promozione in Segunda Liga.
Nella stagione 2022-2023 l'Estrela Amadora vince i play-off promozione ai danni del Marítimo. Nel giugno del 2023 l'ex calciatore francese Patrice Evra diventa socio di maggioranza del club.

## Rosa 2024-2025
| N. |                       | Ruolo | Calciatore        |
| -- | --------------------- | ----- | ----------------- |
| 1  | Portogallo (bandiera) | P     | Francisco Meixedo |
| 2  | Portogallo (bandiera) | D     | Travassos         |
| 4  | Portogallo (bandiera) | D     | Ferro             |
| 5  | Mali (bandiera)       | D     | Issiar Dramé      |
| 6  | Brasile (bandiera)    | C     | André Luiz        |
| 7  | Portogallo (bandiera) | A     | Fábio Ronaldo     |
| 8  | Brasile (bandiera)    | C     | Daniel Cabral     |
| 9  | Brasile (bandiera)    | A     | Rodrigo Pinho     |
| 10 | Argentina (bandiera)  | A     | Alan Ruiz         |
| 12 | Marocco (bandiera)    | C     | Amine Oudrhiri    |
| 13 | Portogallo (bandiera) | D     | Miguel Lopes      |
| 14 | Brasile (bandiera)    | D     | Luan Patrick      |
| 19 | Portogallo (bandiera) | C     | Paulo Moreira     |
| 20 | Colombia (bandiera)   | D     | Juan Mina         |
| 21 | Portogallo (bandiera) | D     | Guilherme Montóia |
| 22 | Brasile (bandiera)    | C     | Léo Cordeiro      |

| N. |                                | Ruolo | Calciatore     |
| -- | ------------------------------ | ----- | -------------- |
| 24 | Portogallo (bandiera)          | P     | João Costa     |
| 25 | Brasile (bandiera)             | D     | Nilton         |
| 26 | Argentina (bandiera)           | C     | Leonel Bucca   |
| 28 | Portogallo (bandiera)          | D     | Rúben Lima     |
| 30 | Brasile (bandiera)             | P     | Bruno Brígido  |
| 31 | Portogallo (bandiera)          | D     | Euri Carvalho  |
| 38 | Brasile (bandiera)             | A     | Caio Santana   |
| 42 | Angola (bandiera)              | C     | Manuel Keliano |
| 77 | Portogallo (bandiera)          | A     | Gerson Sousa   |
| 85 | São Tomé e Príncipe (bandiera) | A     | Sérgio Malé    |
| 88 | Portogallo (bandiera)          | C     | Mamede         |
| 89 | Singapore (bandiera)           | C     | Nur Asis       |
| 93 | Serbia (bandiera)              | P     | Marko Gudžulić |
| 97 | Capo Verde (bandiera)          | C     | Jovane Cabral  |
| 98 | Portogallo (bandiera)          | A     | Kikas          |

## Rosa 2023-2024
| N. |                       | Ruolo | Calciatore       |
| -- | --------------------- | ----- | ---------------- |
| 1  | Portogallo (bandiera) | P     | António Filipe   |
| 2  | Kenya (bandiera)      | D     | Johnstone Omurwa |
| 3  | Portogallo (bandiera) | D     | Diogo Fonseca    |
| 4  | Angola (bandiera)     | D     | Kialonda Gaspar  |
| 5  | Portogallo (bandiera) | D     | Pedro Mendes     |
| 6  | Brasile (bandiera)    | C     | Aloísio          |
| 7  | Mali (bandiera)       | C     | Régis N'Do       |
| 8  | Brasile (bandiera)    | C     | Léo Jabá         |
| 9  | Portogallo (bandiera) | A     | Ronaldo Tavares  |
| 10 | Brasile (bandiera)    | A     | André Luiz       |
| 11 | Brasile (bandiera)    | A     | Gustavo Henrique |
| 12 | Portogallo (bandiera) | D     | Jean Felipe      |
| 13 | Portogallo (bandiera) | D     | Miguel Lopes     |
| 17 | Brasile (bandiera)    | D     | João Reis        |
| 20 | Brasile (bandiera)    | A     | Rodrigo Pinho    |
| 21 | Portogallo (bandiera) | C     | Pedro Sá         |
| 22 | Brasile (bandiera)    | C     | Léo Cordeiro     |

| N. |                          | Ruolo | Calciatore           |
| -- | ------------------------ | ----- | -------------------- |
| 23 | Angola (bandiera)        | C     | Manuel Keliano       |
| 25 | Sudafrica (bandiera)     | D     | Shinga               |
| 26 | Argentina (bandiera)     | C     | Leonel Bucca         |
| 27 | Brasile (bandiera)       | D     | Hevertton Santos     |
| 28 | Portogallo (bandiera)    | D     | Rúben Lima           |
| 29 | Portogallo (bandiera)    | A     | Kikas                |
| 30 | Brasile (bandiera)       | P     | Bruno Brígido        |
| 31 | Guinea-Bissau (bandiera) | D     | Nanu                 |
| 35 | Brasile (bandiera)       | D     | André Dhominique     |
| 38 | Brasile (bandiera)       | A     | Caio Santana         |
| 67 | Irlanda (bandiera)       | C     | Cristiano Fitzgerald |
| 70 | Brasile (bandiera)       | D     | Mansur               |
| 71 | Brasile (bandiera)       | D     | Lucas Rafael         |
| 75 | Brasile (bandiera)       | D     | Nilton               |
| 80 | Inghilterra (bandiera)   | C     | Tashan Oakley-Boothe |
| 95 | Brasile (bandiera)       | C     | Mateus Bernardo      |
| 98 | Brasile (bandiera)       | P     | Dida                 |

## Rosa 2022-2023
| N. |                       | Ruolo | Calciatore       |
| -- | --------------------- | ----- | ---------------- |
| 1  | Portogallo (bandiera) | P     | António Filipe   |
| 2  | Kenya (bandiera)      | D     | Johnstone Omurwa |
| 4  | Angola (bandiera)     | D     | Kialonda Gaspar  |
| 5  | Slovenia (bandiera)   | D     | Amir Feratovič   |
| 6  | Brasile (bandiera)    | C     | Aloísio          |
| 7  | Portogallo (bandiera) | A     | Paulinho         |
| 8  | Angola (bandiera)     | C     | Mário Balbúrdia  |
| 9  | Brasile (bandiera)    | A     | João Silva       |
| 10 | Angola (bandiera)     | C     | Capita           |
| 11 | Portogallo (bandiera) | C     | Diogo Salomão    |
| 12 | Portogallo (bandiera) | D     | Jean Felipe      |
| 13 | Portogallo (bandiera) | D     | Miguel Lopes     |
| 17 | Brasile (bandiera)    | D     | João Reis        |
| 19 | Brasile (bandiera)    | A     | Luan Capanni     |
| 20 | Portogallo (bandiera) | A     | Ronaldo Tavares  |
| 24 | Senegal (bandiera)    | C     | Latyr Fall       |

| N. |                       | Ruolo | Calciatore          |
| -- | --------------------- | ----- | ------------------- |
| 25 | Sudafrica (bandiera)  | D     | Shinga              |
| 27 | Brasile (bandiera)    | D     | Hevertton           |
| 29 | Portogallo (bandiera) | A     | Kikas               |
| 30 | Brasile (bandiera)    | P     | Bruno Brígido       |
| 32 | Colombia (bandiera)   | C     | Sebastián Guzmán    |
| 33 | Portogallo (bandiera) | C     | Rui Correia         |
| 59 | Portogallo (bandiera) | C     | Tiago Antunes       |
| 71 | Brasile (bandiera)    | D     | Lucão               |
| 77 | Mali (bandiera)       | C     | Régis N'Do          |
| 79 | Portogallo (bandiera) | C     | Miguel Pinto        |
| 80 | Brasile (bandiera)    | D     | Erivaldo Almeida    |
| 85 | Camerun (bandiera)    | C     | Samuel Njoh         |
| 89 | Brasile (bandiera)    | A     | Ronald              |
| 90 | Portogallo (bandiera) | P     | Guilherme Fernandes |
| 98 | Brasile (bandiera)    | P     | Dida                |
| 99 | Brasile (bandiera)    | C     | Gustavo Rodrigues   |

## Rosa 2021-2022
| N. |                       | Ruolo | Calciatore      |
| -- | --------------------- | ----- | --------------- |
| 1  | Portogallo (bandiera) | P     | Nuno Hidalgo    |
| 2  | Mali (bandiera)       | D     | Mamadou Traoré  |
| 5  | Portogallo (bandiera) | D     | André Duarte    |
| 6  | Portogallo (bandiera) | C     | Latón           |
| 7  | Portogallo (bandiera) | A     | Paulinho        |
| 8  | Portogallo (bandiera) | C     | Reko Silva      |
| 9  | Brasile (bandiera)    | A     | Fabrício Simões |
| 10 | Portogallo (bandiera) | C     | Xavi            |
| 11 | Brasile (bandiera)    | C     | Diogo Pinto     |
| 13 | Portogallo (bandiera) | D     | Tiago Melo      |
| 16 | Brasile (bandiera)    | C     | Aloísio         |
| 18 | Francia (bandiera)    | D     | Anthony Correia |
| 20 | Portogallo (bandiera) | C     | Diogo Salomão   |
| 21 | Portogallo (bandiera) | C     | Bruno Fernandes |

| N. |                          | Ruolo | Calciatore        |
| -- | ------------------------ | ----- | ----------------- |
| 22 | Portogallo (bandiera)    | D     | Edu Duarte        |
| 24 | Guinea-Bissau (bandiera) | D     | Mamadu Candé      |
| 25 | Portogallo (bandiera)    | D     | Afonso Figueiredo |
| 29 | Uganda (bandiera)        | A     | Edrisa Lubega     |
| 31 | Brasile (bandiera)       | C     | Madson            |
| 32 | Argentina (bandiera)     | C     | Chapi Romano      |
| 33 | Brasile (bandiera)       | C     | Miranda           |
| 35 | Portogallo (bandiera)    | D     | Sérgio Conceição  |
| 55 | Brasile (bandiera)       | D     | Matheus Dantas    |
| 70 | Portogallo (bandiera)    | C     | Miguel Rosa       |
| 77 | Portogallo (bandiera)    | C     | Leandro Tipote    |
| 97 | Italia (bandiera)        | P     | Joyce Anacoura    |
| 99 | Portogallo (bandiera)    | P     | Gonçalo Tabuaço   |

## Rosa 2020-2021
| N. |                       | Ruolo | Calciatore       |
| -- | --------------------- | ----- | ---------------- |
| 1  | Portogallo (bandiera) | P     | Filipe Leão      |
| 3  | Portogallo (bandiera) | D     | Zé Pedro         |
| 4  | Capo Verde (bandiera) | D     | Yuran Lopes      |
| 5  | Portogallo (bandiera) | D     | Filipe Cascão    |
| 6  | Portogallo (bandiera) | C     | Latón            |
| 8  | Portogallo (bandiera) | C     | Xavier Fernandes |
| 9  | Brasile (bandiera)    | A     | Diego Zaporo     |
| 10 | Portogallo (bandiera) | C     | Diogo Leitão     |
| 11 | Brasile (bandiera)    | A     | Paollo           |
| 14 | Giappone (bandiera)   | D     | Yoshiaki Kikuchi |

| N. |                          | Ruolo | Calciatore       |
| -- | ------------------------ | ----- | ---------------- |
| 15 | Guinea-Bissau (bandiera) | C     | Horácio Jau      |
| 17 | Ecuador (bandiera)       | C     | Ronald Murillo   |
| 18 | Portogallo (bandiera)    | C     | Luís Mota        |
| 19 | Portogallo (bandiera)    | C     | Fábio Cruz       |
| 20 | Portogallo (bandiera)    | D     | Filipe Gaspar    |
| 22 | Portogallo (bandiera)    | D     | Edu Duarte       |
| 28 | Portogallo (bandiera)    | C     | Nuno Sá          |
| 32 | Argentina (bandiera)     | C     | Chapi Romano     |
| 33 | Brasile (bandiera)       | C     | Miranda          |
| 35 | Portogallo (bandiera)    | D     | Sérgio Conceição |

## Palmarès

### Altri piazzamenti
- Campeonato de Portugal:

Secondo posto: 2020-2021
- Segunda Liga:

Terzo posto: 2022-2023